# Coalville
Coalville – miasto w Wielkiej Brytanii, w Anglii, w hrabstwie Leicestershire, w dystrykcie North West Leicestershire, położone między Leicester a Ashby-de-la-Zouch. Miasto zamieszkuje ok. 32 000 osób.

## Historia
Miasto w przeszłości prosperowało dzięki wydobyciu węgla kamiennego i ołowiu od czasów średniowiecznych. W czasach nowożytnych rozwinął się tu również przemysł tekstylny; w pobliżu miasta funkcjonowały kamieniołomy. Po zamknięciu kopalń w latach 80. XX wieku miasto podupadło; zamknięto linię kolejową Leicester - Burton.

## Miasta partnerskie
- Romans-sur-Isère